# DB Regio Bus Ost GmbH

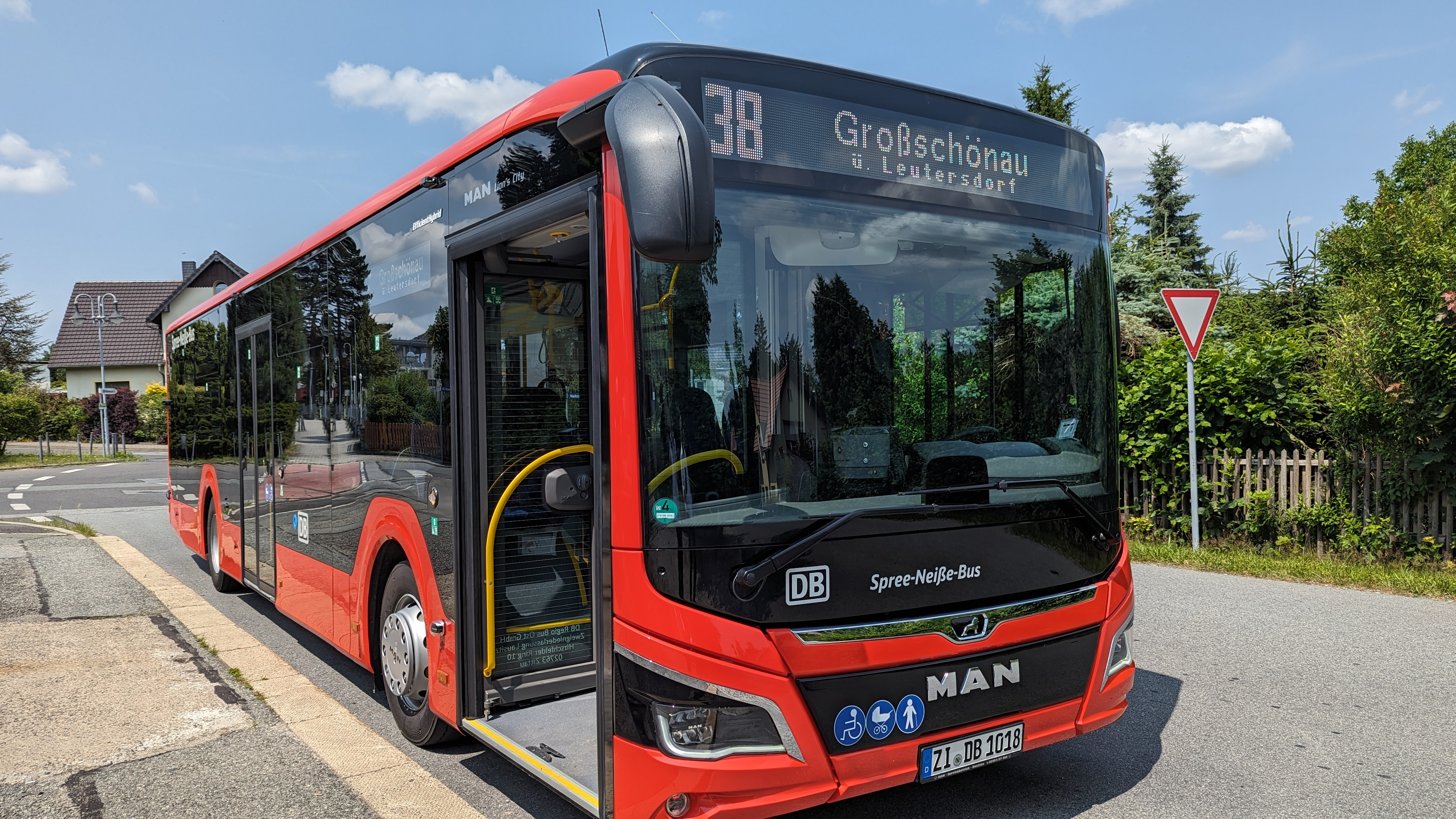
MAN Lion’s City 12C EfficientHybrid

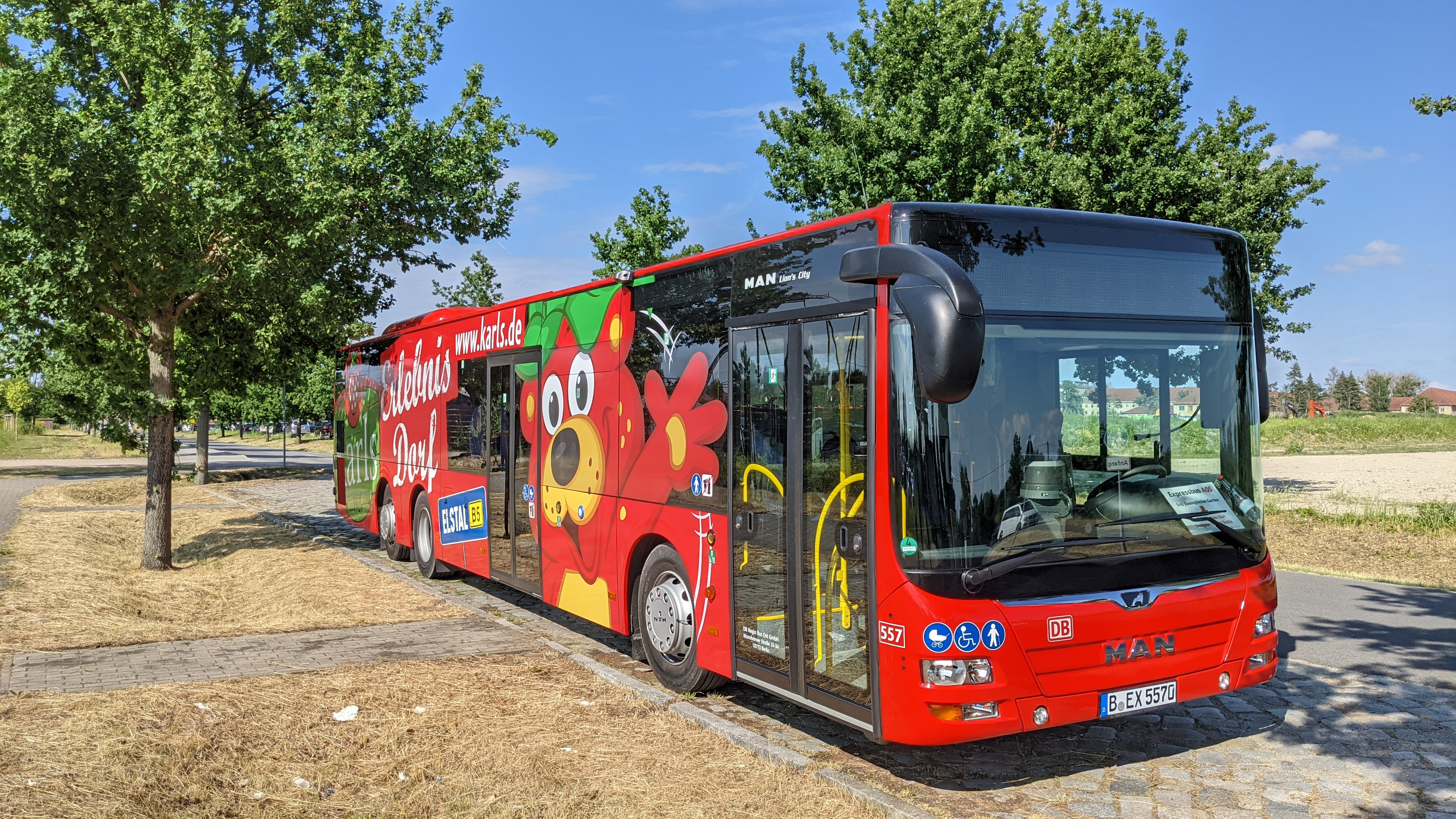
MAN Lion's City A45 C LE

Die DB Regio Bus Ost GmbH ist ein Omnibus-Verkehrsunternehmen in Berlin. Sie ist eine Tochtergesellschaft von DB Regio. Die DB Regio Bus Ost GmbH betreibt u. a. den regionalen Busverkehr im Landkreis Görlitz. Dort unter dem Markennamen Spree-Neiße-Bus. Weiterhin besitzt sie eine Mehrheit an der Busverkehr Oder-Spree GmbH, welche den Busverkehr im Landkreis Oder-Spree erbringt.
Weiterhin betreibt das Unternehmen auch Sightseeingbusse, Charter- sowie Schienenersatzverkehre. Außerdem betreibt das Unternehmen Werksverkehre, sowie den On-Demand-Verkehr für die Leipziger Verkehrsbetriebe.

## Geschichte
Am 1. Januar 2015 löste das Unternehmen als Spree-Neiße-Bus die NeißeVerkehr GmbH ab. Die DB Regio Bus Ost GmbH ist im Verkehrsverbund Berlin-Brandenburg organisiert.
Über die Mehrheitsbeteiligung an den Unternehmen Busverkehr Oder-Spree und Busverkehr Märkisch-Oderland betreibt das Unternehmen zudem weitere ÖPNV-Verkehre in Brandenburg.
2017 wurden die Verkehre im Landkreis Märkisch-Oderland im Zuge einer europäischen Ausschreibung verloren.
Im Jahr 2020 wurde die Bayern Express & P. Kühn Berlin GmbH (BEX) mit der DB Regio Bus Ost GmbH verschmolzen. Somit sind die Busaktivitäten der Deutschen Bahn in den neuen Bundesländern in einer gemeinsamen Gesellschaft gebündelt. Seitdem betreibt die DB Regio Bus Ost auch Sightseeing- und Reisebusse. Zudem werden in Berlin zwei eigenwirtschaftliche Linien (BER1 und A05) betrieben. Die Linie BER1 wurde im August 2022 bis auf weiteres eingestellt.
Im Dezember 2021 gab der Landkreis Görlitz bekannt, dass die DB Regio Bus Ost ab dem Jahr 2023 den Regionalverkehr im Landkreis betreiben soll. Der unterlegene Bieter legte Rechtsmittel ein. Daher hat der Landkreis Görlitz im Januar 2022 den Zuschlag aufgehoben. Nach weiteren Überprüfungen ging der Zuschlag im nördlichen Landkreis an die moVeas GmbH. Für den Südteil des Kreises wurde ein erneutes Vergabeverfahren durchgeführt, in dem sich die DB Regio Bus Ost GmbH erneut als Sieger durchgesetzt hat. Sie löste die Kraftverkehrsgesellschaft Dreiländereck zum 1. Juli 2023 als Betreiberin im Bereich des alten Landkreises Löbau-Zittau ab.
Seit dem 3. April 2022 ist die DB Regio Bus Ost auch als Subunternehmen für die Berliner Verkehrsbetriebe tätig. Sie betreibt die Buslinien 161 (Schöneiche – Erkner) sowie 363 (S-Bhf. Grünau – Krkhs. Hedwigshöhe) bis auf wenige Fahrten am Abend auf der 161 komplett. Gewonnen hat das Unternehmen das Los 6.
Seit Ende 2023 betreibt das Unternehmen auch Elektro-Taxis in Leipzig im Rahmen des „Flexa“-OnDemand-Verkehrs der Leipziger Verkehrsbetriebe. Nach der Insolvenz von CleverShuttle wurde der dortige Verkehrsvertrag, die Betriebsstätte, die Fahrzeuge und das Personal vollständig übernommen. Ende 2024 hat die DB Regio Bus Ost GmbH die Folgeauschreibung für drei weitere Jahre gewonnen. Ab 2025 ist eine weitere schrittweise Ausweitung des Angebotes vorgesehen. In Leipzig befindet sich ebenfalls ein Stützpunkt für Schienenersatzverkehre im Raum Leipzig und Halle.
Seit dem 1. Januar 2025 betreibt Cottbusverkehr über ein eigens dafür gegründetes Tochterunternehmen den Busverkehr im gesamten Landkreis Spree-Neiße. Die DB Regio Bus Ost verkehrt seitdem nicht mehr im Kreis, in dem sie zuvor das Linienbündel SPN-Ost bediente.

## Linienübersicht

### Aktuelle Linien
| Liniennummer | Start-/Endhaltestelle                           | Verlauf                                               |
| ------------ | ----------------------------------------------- | ----------------------------------------------------- |
| 161          | S Erkner ↔ Schöneiche Lübecker Str. (↔ Dorfaue) | Dämeritzstr. ↔ S Wilhelmshagen ↔ S Rahnsdorf          |
| 363          | S Grünau ↔ Krankenhaus Hedwigshöhe              | Zur Gartenstadt ↔ Sausenberger Str. ↔ Joh.-Tobei-Str. |

| Liniennummer | Verlauf                                                              | Besonderheiten      |
| ------------ | -------------------------------------------------------------------- | ------------------- |
| 1            | Bahnhof – West – Landratsamt – Ost – Bahnhof – Weinau – Bahnhof      | Stadtverkehr Zittau |
| 2            | Bahnhof – Olbersdorfer See – Süd – Bahnhof – Nord – Bahnhof          | Stadtverkehr Zittau |
| 3            | Bahnhof – Süd – Hartau – Eichgraben – Süd – Bahnhof – Nord – Bahnhof | Stadtverkehr Zittau |
| 5            | Landratsamt – Busbahnhof – Ost                                       | Stadtverkehr Löbau  |
| +10          | Zittau – Herrnhut – Löbau                                            | PlusBus             |
| 11           | Zittau – Hörnitz – Hainewalde – Großschönau                          |                     |
| 12           | Zittau – Hirschfelde – Ostritz – Hagenwerder – Görlitz               |                     |
| 13           | Zittau – Wittgendorf – Schlegel – Hirschfelde                        |                     |
| 14           | Zittau – Hörnitz – Bertsdorf – Großschönau – Waltersdorf             |                     |
| 15           | Zittau – Olbersdorf – Kurort Jonsdorf – Waltersdorf                  | TaktBus             |
| 16           | Zittau – Olbersdorf – Kurort Oybin – Kurort Lückendorf               | TaktBus             |
| 18           | Zittau – Mittelherwigsdorf – Oberseifersdorf – Eckartsberg – Zittau  |                     |
| 19           | Zittau – Oderwitz – Ebersbach                                        |                     |
| +30          | Löbau – Kottmarsdorf – Neugersdorf (– Seifhennersdorf)               | PlusBus             |
| 32           | Löbau – Bernstadt – Ostritz                                          |                     |
| 33           | Löbau – Dürrhennersdorf – Schönbach – Ebersbach                      |                     |
| 34           | Löbau – Rosenhain                                                    | gemeinsam mit OVO   |
| 35           | Reichenbach (OL) – Sohland – Bernstadt – Dittersbach – Kiesdorf      |                     |
| 36           | Löbau – Eibau – Neugersdorf                                          |                     |
| 37           | Herrnhut – Oderwitz – Leutersdorf – Seifhennersdorf                  | TaktBus             |
| 38           | Ebersbach – Neugersdorf – Leutersdorf – Großschönau                  |                     |
| 39           | Löbau – Rosenbach – Ebersdorf – Löbau                                |                     |
| +50          | Löbau – Oppach – Ebersbach – Neugersdorf                             | PlusBus             |
| 67           | Görlitz – Bernstadt – Herrnhut                                       | TaktBus             |
| S12          | Kemnitz – Bernstadt – Ostritz – Hirschfelde – Zittau                 | SchulBus            |
| S14          | Zittau Bahnhof – Ottokarplatz – Kreiskrankenhaus                     | SchulBus            |
| S15          | Zittau – Olbersdorf                                                  | SchulBus            |
| S17          | Zittau – Lückendorf                                                  | SchulBus            |
| S18          | Zittau – Eckartsberg – Oberseifersdorf – Mittelherwigsdorf – Zittau  | SchulBus            |
| S30          | Herrnhut – Ottenhain – Löbau – Niedercunnersdorf                     | SchulBus            |
| S31          | Löbau – Bellwitz – Kittlitz – Wohla                                  | SchulBus            |
| S32          | Löbau – Reichenbach                                                  | SchulBus            |
| S33          | Beiersdorf – Dürrhennersdorf – Neusalza-Spremberg – Oppach           | SchulBus            |
| S35          | Hagenwerder – Schönau-Berzdorf – Großhennersdorf – Herrnhut          | SchulBus            |
| S36          | Ebersbach-Neugersdorf – Niedercunnersdorf – Herrnhut                 | SchulBus            |
| S37          | Seifhennersdorf – Oderwitz – Ebersbach                               | SchulBus            |
| S38          | Ebersbach-Neugersdorf – Leutersdorf – Seifhennersdorf                | SchulBus            |
| S39          | Rosenbach – Herrnhut                                                 | SchulBus            |
| S50          | Lawalde – Kleindehsa                                                 | SchulBus            |